# Пятницкое (озеро)
Пятницкое — озеро в России, располагается на территории Кирилловского района Вологодской области.
Площадь водной поверхности озера равняется 0,9 км². Уровень уреза воды находится на высоте 119 м над уровнем моря. Площадь водосборного бассейн озера составляет 290 км².
Код объекта в государственном водном реестре — 03020100111103000003464.